# Jasmin Shahali
Jasmin Shahali (geboren am 3. Jänner 1989 in Wien) ist eine österreichische Schauspielerin.

## Ausbildung
Nach ihrer Ausbildung in den Sparten Tanz, Gesang und Schauspiel an der Performing Academy Wien erhielt sie 2012 ihr staatliches Bühnenreifezeugnis der Paritätischen Kommission Wien. Seit 2014 trainiert sie in Berlin im Rahmen des Berliner Studio für Schauspielmethode und -praxis unter der Leitung von Prodromos Antoniadis und lässt sich weiter zur Schauspielerin ausbilden. Dort erhält sie Unterricht in Improvisation, Körperarbeit und Schauspieltechnik für Film und Bühne.

## Filmografie
- 2013: Feuerwasser (Serien-Pilot), Regie: Armin Kobsik
- 2013: The Yellow Sky (Kurzfilm), Regie: Stefan E. Krenn
- 2015: La Cigale et la fourmi (Kurzfilm), Regie: Julia Ritschel
- 2015: Teheran Tabu (Spielfilm), Regie: Ali Soozandeh
- 2017: Großmachen (Kurzfilm), Regie: Johannes Huth
- 2017: Attaction (Kurzfilm), Regie: Julien Colbach
- 2017: Esther 1973 (Kurzfilm), Regie: Debbie Linne

## Theater
- 2018: Das Fax im Theatermuseum Düsseldorf, Regie: Alexander Vaassen
- 2013: Der Weltuntergang im Rahmen des Freespace Festivals Wien, Regie: Katharina Gerstmayr
- 2013: Frohe Weihnacht, Mr. Scrooge am Theater der Jugend Wien, Regie: Markus Felkl

## Musical
- 2018: Blutsbrüder am Bruno in Brunn am Gebirge, Regie: Dean Welterlen
- 2012: Alice im Wunderland als Weißer Hase in der Stadthalle Wien, Regie: Norbert Holoubek
- 2010: Camp Rock als Ella in der Stadthalle Wien, Regie: Rita Sereinig

## Performance
- Eurovision Song Contest 2015, Tänzerin